# Ok1-198
Ok1-198 – pomnik techniki, zimny (wygaszony) parowóz normalnotorowy serii Ok1 (pruskiej P8), zlokalizowany w Żaganiu, przy peronie 1 tamtejszego dworca kolejowego (zachodnia głowica peronowa).
Parowóz został zbudowany w 1919 (seria opuszczała fabryki w latach 1906-1923). Producentem tego konkretnego egzemplarza był Berliner Maschinenbau-Actien-Gesellschaft BMAG (dawniej Luis Schwartzkopff), w Wildau (numer fabryczny - 6947). Do 1945 służył kolejom niemieckim, a po tej dacie przeszedł w zarząd Polskich Kolei Państwowych. Pełnił służbę m.in. w Toruniu, Lesznie, Chojnicach i Wągrowcu. W Żaganiu jeździł w latach 1974-1975 (eksploatację zakończono w 1980 w Międzyrzeczu - lokomotywa przestała tam do 1988). Przywieziony do Żagania w 1990 i poddany pracom renowacyjnym w 1993. Stał jako pomnik na terenie lokomotywowni, a w 2012 przeniesiono go w obecne miejsce.